# Кокбулак (Актюбинская область)
Кокбулак (каз. Көкбұлақ) — село в Байганинском районе Актюбинской области Казахстана. Входит в состав Карауылкелдынского сельского округа. Находится примерно в 41 км к юго-востоку от села Карауылкелды. Код КАТО — 153630400.

## Население
В 1999 году население села составляло 462 человека (220 мужчин и 242 женщины). По данным переписи 2009 года, в селе проживали 263 человека (128 мужчин и 135 женщин).